# 塔伊 (科多尔省)
塔伊（法語：Tailly，法語發音：[taji]）是法国科多尔省的一个市镇，属于博讷区。

## 地理
塔伊（46°58'9"N, 4°48'51"E）面积4.57 平方千米，位于法国勃艮第-弗朗什-孔泰大區科多尔省，该省份为法国中东部省份，北起奥布省，西接涅夫勒省和约讷省，南至索恩-卢瓦尔省，东南接汝拉省，东临上索恩省，东北部与上马恩省接壤。
与塔伊接壤的市镇（或旧市镇、城区）包括：沃尔奈、布利尼莱博讷、梅尔瑟伊、默尔索。

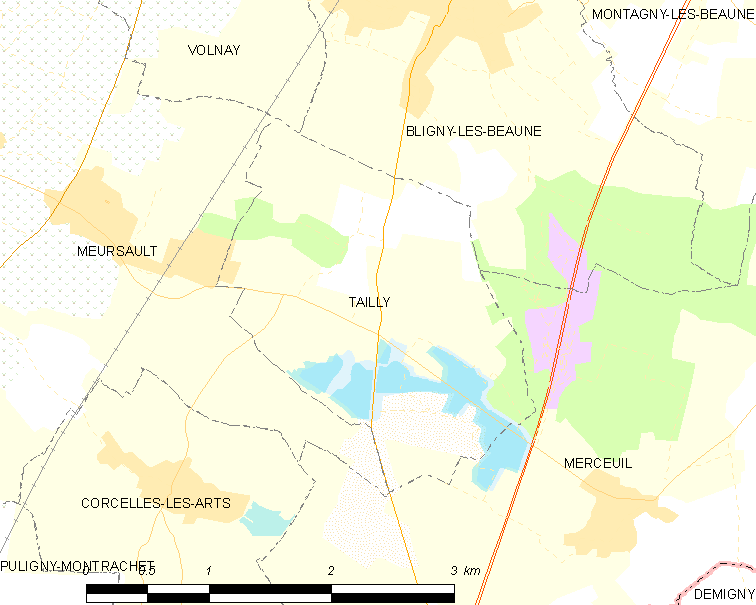
的OSM定位图

塔伊的时区为UTC+01:00、UTC+02:00（夏令时）。

## 行政
塔伊的邮政编码为21190，INSEE市镇编码为21616。

## 政治
塔伊所属的省级选区为拉杜瓦-塞里尼县。

## 人口

1962-2008年间人口变化图示

塔伊于2022年1月1日时的人口数量为200人。